# Ансат (гелікоптер)
«Ансат» (тат. нескладний, простий) — легкий дводвигунний газотурбінний багатоцільовий вертоліт класу 7-9 місць, розроблений Конструкторським бюро при ПАТ «Казанський вертолітний завод» (КВЗ) за одногвинтовою схемою з кермовим гвинтом. Типорозмір і функціональний вигляд легкого багатоцільового вертольота «Ансат» були визначені в результаті проведених в російських авіакомпаніях маркетингових досліджень з визначення вимог до вертольотів даного класу. Вертоліт «Ансат» може перевозити 1300 кілограмів корисного навантаження у кабіні.
Перший прототип вертольота був зібраний у травні 1997 року. Перший політ здійснений в 1999 році. У 2011 році почався процес сертифікації цивільної версії вертольота. У серпні 2013 був отриманий сертифікат типу Авіаційного регістру Міждержавного авіаційного комітету. Вертоліт використовується у ВПС РФ для навчання пілотів.

## Застосування

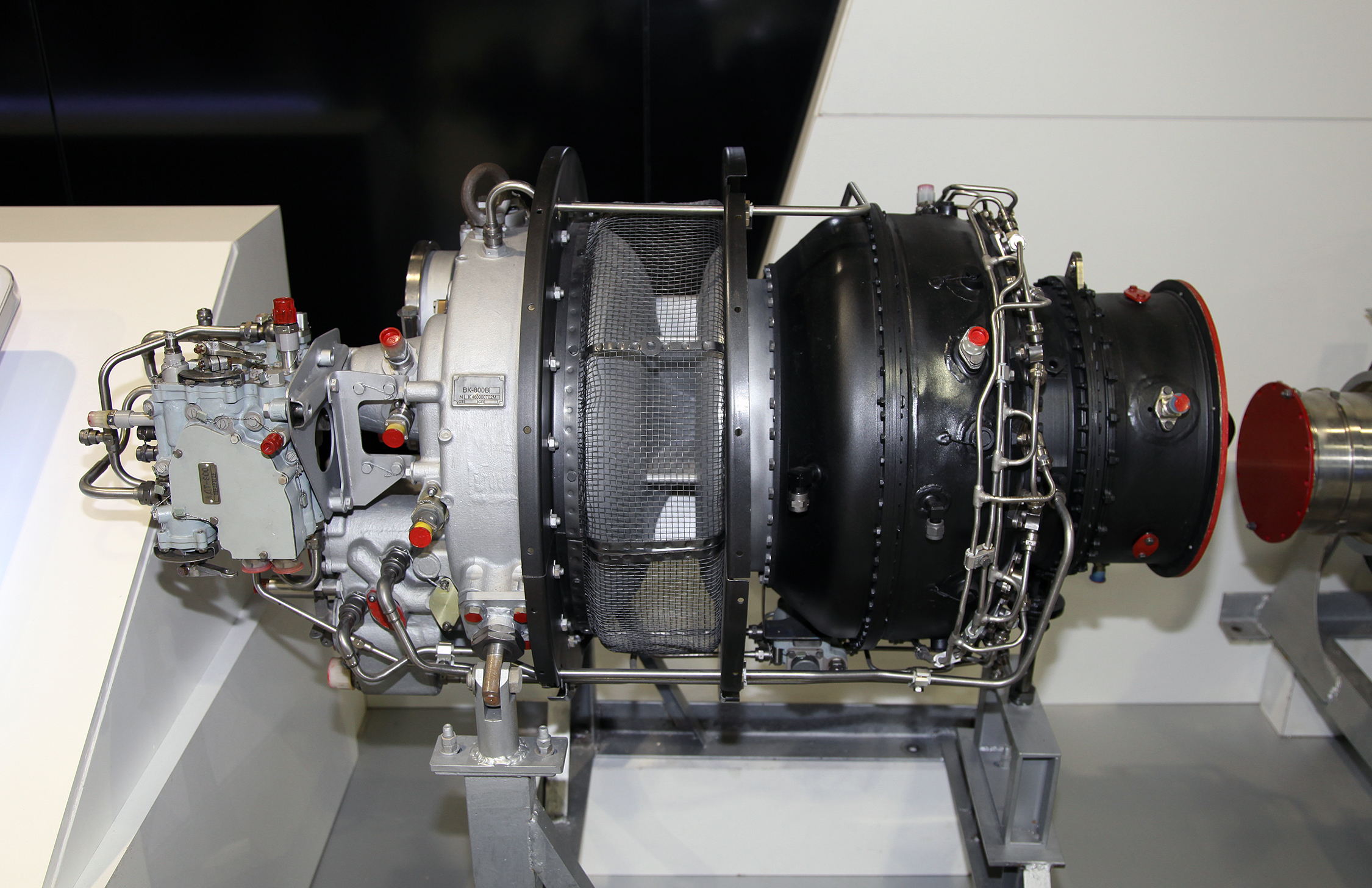
Турбовальний двигун ВК-800В на МАКС 2013.

Вертоліт має простору вантажно-пасажирську кабіну, яка переобладнується під різні варіанти цільового застосування.
Машина може бути використана для вирішення широкого кола завдань: доставка вантажів, перевезення пасажирів, проведення пошуково-рятувальних операцій, патрулювання, надання екстреної медичної допомоги, адміністративні перевезення, початкове навчання. Модифікація вертольота підвищеної комфортності (VIP) пропонується для організації перевезення високопоставлених пасажирів.
Вертольоти Ансат, які закуповують ЗС РФ — у навчальній версії, Ансат-У.
На виставці МАКС-2005 була представлена також бойова версія вертольота — Ансат-2РЦ. Про замовлення на неї відомостей немає.
Найближчим зарубіжним аналогом є вертоліт EC-145 концерну Eurocopter.

## Льотно-технічні характеристики
Джерело: Офіційний сайт.
Основні характеристики
- Екіпаж: 2(1) пілот
- Пасажиромісткість: до 7 пасажирів
- Вантажопідйомність: 1300 кг (всередині салона)
- Довжина: 13,543 м
- Довжина фюзеляжу без хвостової балки: 6,91 м
- Висота: 3,56 м
- Колея шасі: 2,5 м
- Діаметр несучого гвинта:

- Максимальна злітна маса: 3300 кг (цивільний варіант 3600 кг).
- Силова установка: 2 × ТВД Pratt & Whitney PW-207K  630 кс ( 463 кВт (злітна))

Вантажний відсік
- довжина: 3,5 м
- ширина: 1,68 м
- висота: 1,3 м

Льотні характеристики
- Максимально допустима швидкість: 275 км/год
- Крейсерська швидкість: 250 км/год
- Практична дальність: 510 км
- Перегінна дальність: 635 км (максимальна)

## Див. також

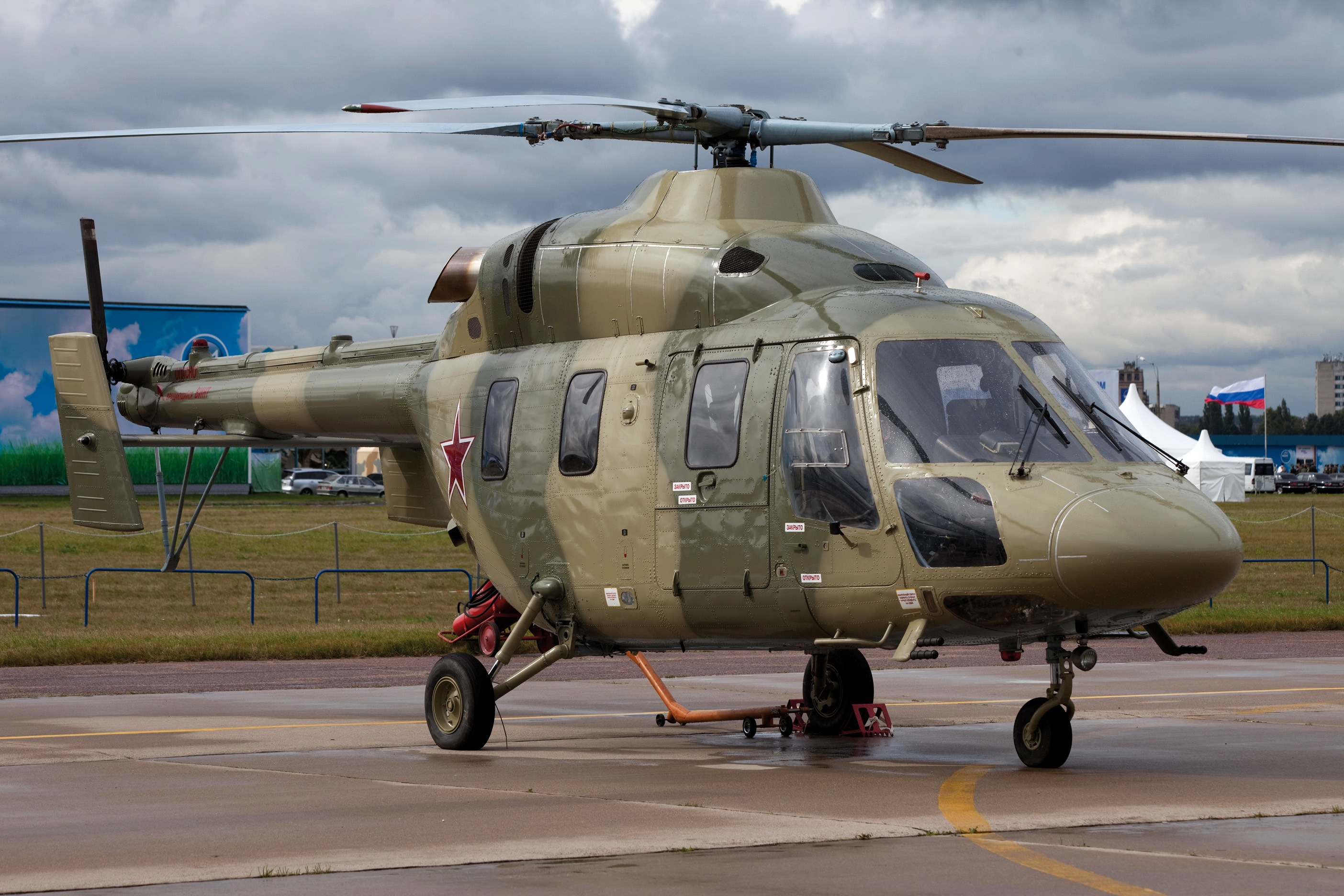
«Ансат-У» (навчальний) на авіасалоні МАКС-2009

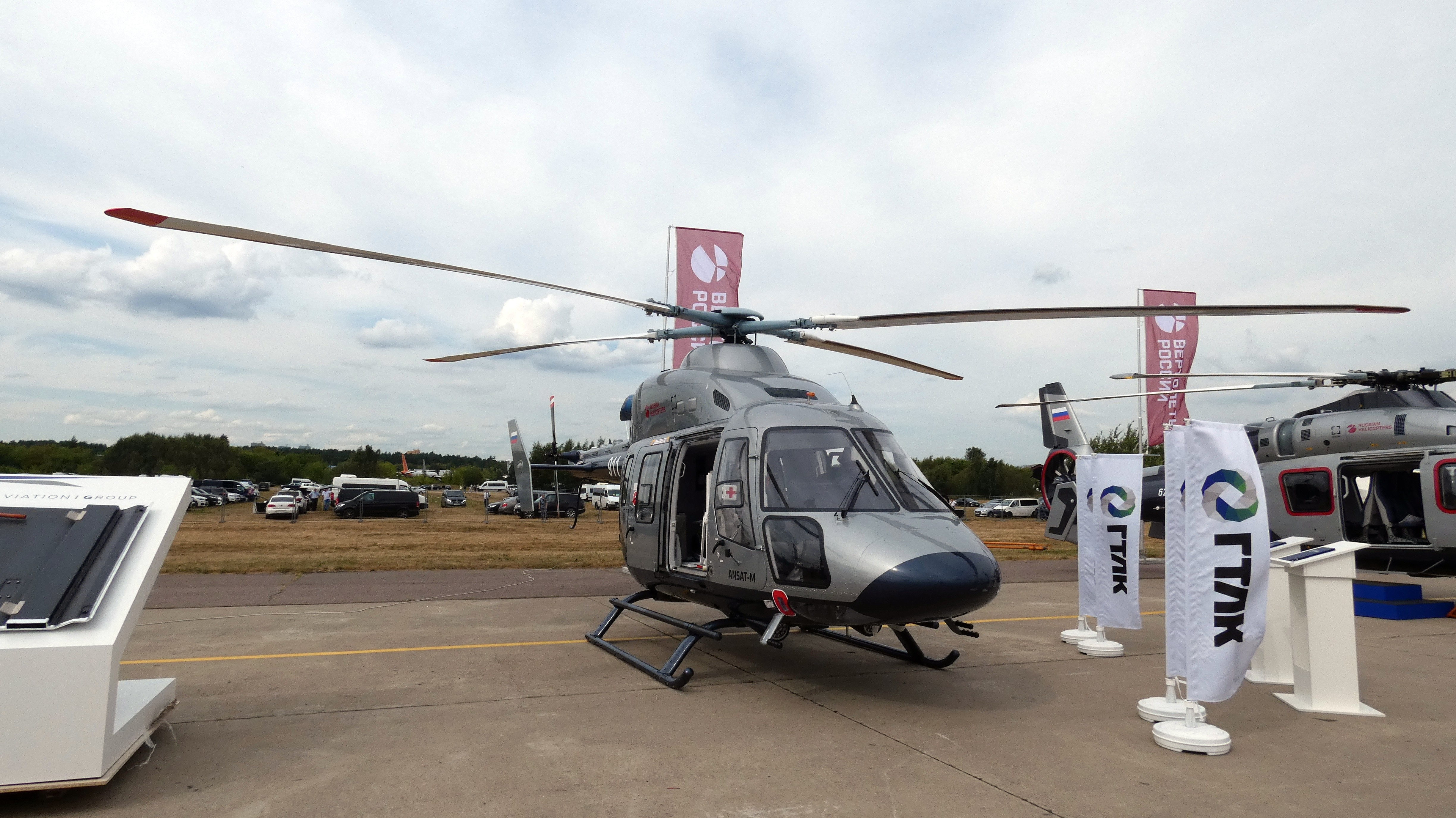
«Ансат-М» (підвищеної вантажопідйомності) на авіасалоні МАКС-2021

## Оператори

### Військові
Повітряні сили Російської Федерації — за різними джерелами, від 20 до 36 одиниць Ансат-У, станом на початок 2016 року